# Bachén de Yaxgemel
Bachén de Yaxgemel är en ort i Mexiko.   Den ligger i kommunen Chenalhó och delstaten Chiapas, i den sydöstra delen av landet, 800 km öster om huvudstaden Mexico City. Bachén de Yaxgemel ligger 1 509 meter över havet och antalet invånare är 214.
Terrängen runt Bachén de Yaxgemel är huvudsakligen kuperad, men åt nordost är den bergig. Runt Bachén de Yaxgemel är det tätbefolkat, med 319 invånare per kvadratkilometer. Närmaste större samhälle är Pantelhó, 10,1 km nordost om Bachén de Yaxgemel. I omgivningarna runt Bachén de Yaxgemel växer i huvudsak städsegrön lövskog.